# HMS Collingwood (1908)
HMS Collingwood var et britisk slagskib af St. Vincent-klassen.
St. Vincent-klassen fulgte Bellerophon-klassen med ringe forskelle. De var marginalt større, havde en nyere variant af 12" kanonerne og maskinerne fik øgt ydelsen noget for at opveje for det øgte deplacement.
Hovedskytset til HMS Collingwood bestod af ti Mk XI 12" kanoner anbragt i fem dobbelttårne. Sekundærbestykingen hennes bestod af 20 4" kanoner til beskyttelse mod torpedobåder. Hun var og udstyret med tre 18" torpedorør, to i boven og en agter. Det agtre torpedorør var blevet fjernet i 1917, og i 1918 fik hun som de fleste af datidens britiske slagskibe anbragt plattformer for flyvemaskine på kanonløbene til hennes A- og Y-tårne. Vanligvis blev disse benyttet af et Sopwith Pup jagerfly og et Sopwith 1½ Strutter observationsfly
HMS Collingwood indgik i tjeneste i april 1910 med 1st Division i Home Fleet. Hun blev flagskib for 1st Battle Squadron i maj 1912, og ved udbruddet af den første verdenskrig i august 1914 en del af Grand Fleet. I 1916 deltog hun i søslaget ved Jylland. Blev placeret i reserve efter krigens slutning og gjorde derefter tjeneste som øvelsesskib for kanonmandskaber. Solgt til ophugning 12. december 1922.